# I Republika Francuska
I Republika Francuska (fr. Première République) – okres w historii Francji od 21 września 1792 roku (zniesienie monarchii i ogłoszenie nowej konstytucji) do 9 listopada 1799 roku (zamach 18 brumaire’a), a formalnie do 2 grudnia 1804 roku (koronacja Napoleona I).

## Ustrój
Na mocy konstytucji roku I (wprowadzonej przez Konwent Narodowy w 1793) władzę ustawodawczą sprawowało Ciało Ustawodawcze, wybierane na rok. Władzę wykonawczą miała sprawować złożona z ministrów Rada Wykonawcza. 10 października 1793 Konwent zorganizował rząd rewolucyjny. Faktyczna władza wykonawcza była w rękach Komitetu Ocalenia Publicznego i Komitetu Bezpieczeństwa Powszechnego. Konstytucja z 1795 zapoczątkowała rządy Dyrektoriatu jako władzy wykonawczej, legislatywę powierzono parlamentowi złożonemu z Rady Starszych i Rady Pięciuset. Za sprawą zamachu stanu z 1799, przeprowadzonego przez Napoleona Bonapartego Dyrektoriat został rozwiązany a w jego miejscu utworzono Konsulat, w składzie którego Bonaparte się znalazł jako I konsul. Ustanowiono nowa konstytucję, na jej mocy władza ustawodawcza należała do Rady Stanu, Trybunatu, Ciała Ustawodawczego i Senatu. Konstytucja zaprowadziła ustrój dyktatorski, skupiający w osobie pierwszego konsula władzę wykonawczą i sporą część ustawodawczej. Konsul powoływał m.in. członków Rady Stanu. W 1802 dziesięcioletnia kadencja konsula została zastąpiona dożywotnią. 18 maja 1804 decyzją Senatu Napoleon został mianowany cesarzem, oficjalnie koronowany został 2 grudnia 1804.